# کوربه ۸۲۳۸
سیارک ۸۲۳۸ (به انگلیسی: 8238 Courbet، نامگذاری:4232T-1) هشت هزار و دویست و سی و هشتمین سیارک کشف شده‌است که در ۲۶ مارس ۱۹۷۱ کشف شد.
قدر مطلق سیارک برابر ۱۳٫۶۰ است.